# Oreoweisia torquescens
Oreoweisia torquescens là một loài Rêu trong họ Dicranaceae. Loài này được (Hornsch. ex Brid.) Wijk & Margad. mô tả khoa học đầu tiên năm 1959.